# 117384 Halharrison
117384 Halharrison este o planetă minoră (asteroid) din centura de asteroizi. A fost descoperită pe 18 decembrie 2004 la Observatorul Mount Lemmon de Mount Lemmon Survey⁠(d). 
Obiectul prezintă o orbită caracterizată de o semiaxă mare de 2,4440149845124 UAi, o excentricitate de 0,11, o înclinație de 1,8 ° în raport cu ecliptica.